# Pierre Coustau

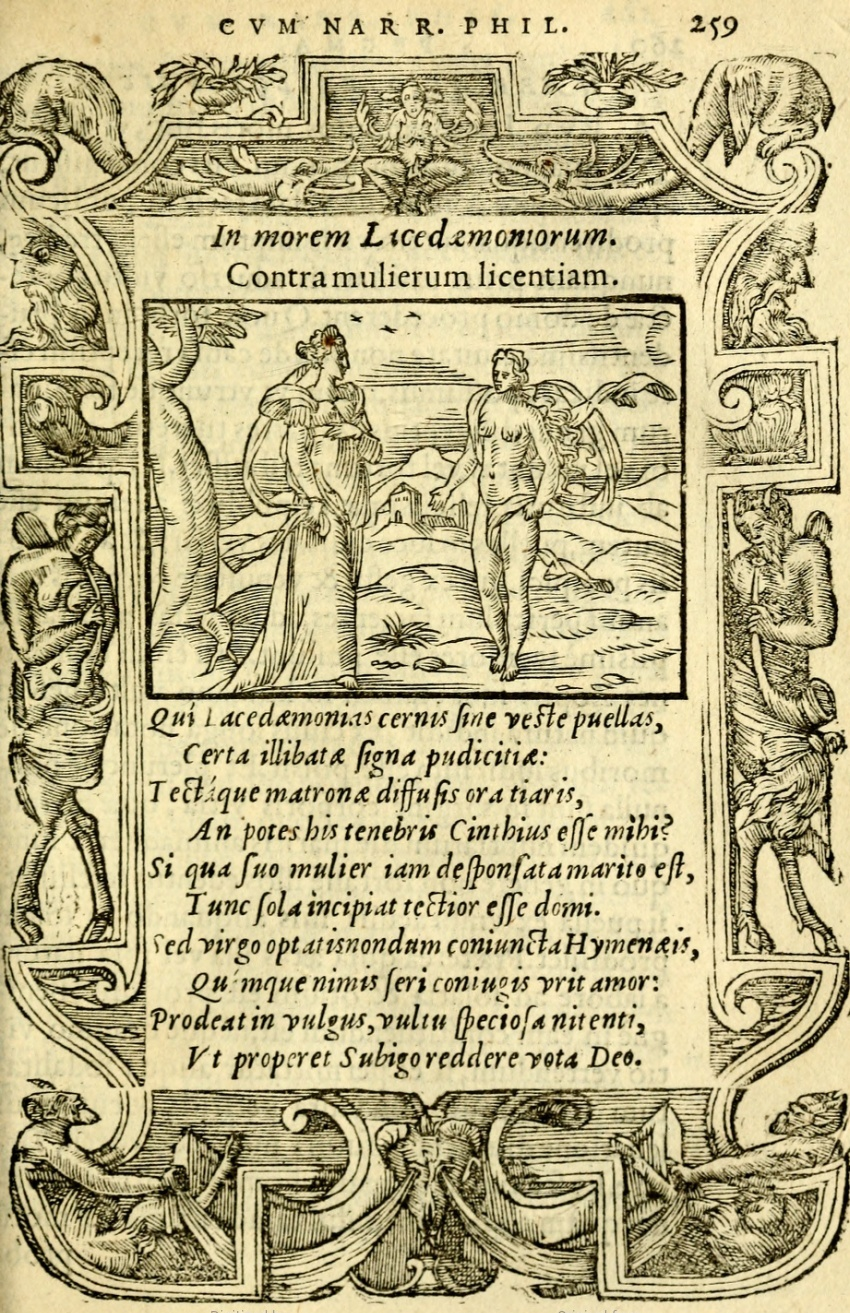
«In morem Lacedaemoniorum. Contra mulierem licentiam». Petri Costalij, Pegma: cum narrationibus philosophicis. Lugduni, Apud Matthiam Bonhomme, 1555.

Pierre Coustau, latinizado Petrus Costalius, fue un humanista y jurista francés, autor de Pegma: cum narrationibus philosophicis, libro de emblemas editado en Lyon en 1555.

## Biografía
Nacido en París, hijo de un comisario del Châtelet también llamado Pierre Coustau y de Jeanne Courtine, por un documento notarial de febrero de 1558 consta que en ese año, siendo abogado del parlamento de París, residía con su madre, ya viuda, en la calle de la Grande Truanderie, en el mismo barrio del Châtelet. Residió también en Vienne y en Lyon, «eslabón entre el Renacimiento italiano y el francés» según Mario Praz, residencia de su editor.
Jurista y erudito, dominando el griego y el latín, lengua que utilizó siempre en sus escritos, y con conocimientos del hebreo, es recordado casi únicamente por una colección de 122 emblemas a la manera de Alciato a la que en su primera edición latina, Lyon, 1555, tituló Pegma, sinónimo de emblema. Como en el caso de Alciato, también jurista, sus motivos proceden en su mayor parte de la historia y la mitología grecorromanas y parecen tomados de la Antología palatina, pero al esquema canónico del emblema constituido por lema o título, que aquí es doble, figura (que en el caso de Pegma aportan las xilografías atribuidas a Pierre Eskrich) y epigrama, Coustau añadió las narrationes philosophicis, elaborados discursos doctrinales que no son simplemente explicaciones para entender rectamente el dibujo y el epigrama sino que los complementan.

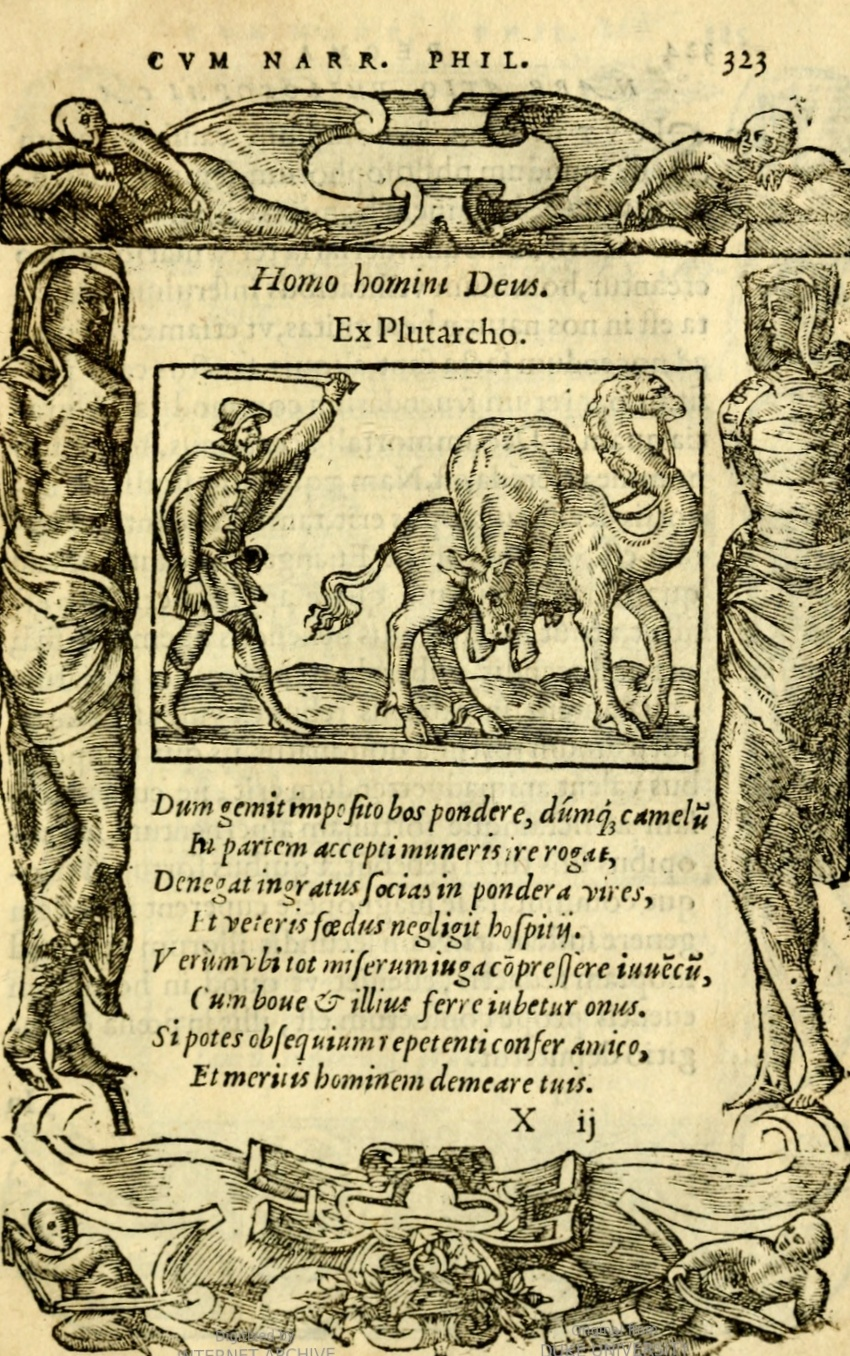
«Homo hominis Deus. Ex Plutarcho». Petri Costalij, "Pegma: cum narrationibus philosophicis".

A nombre de Costalius únicamente se conocen otras dos obras: un poema de circunstancias dedicado a la paz, Petri Costalii De pace carmen, París, 1559,  en homenaje a la paz de Cateau-Cambrésis, y unos comentarios a las Pandectas de Justiniano I, Adversariorum ex Pandectis Justiniani imperator libri prior, Lyon, M. Bonhome, 1554, con la particularidad de ser el primero en utilizar en el título el término Adversaria, muy en boga una década más tarde, para referirse a los cuadernos de notas recogidas sin orden fruto de la reflexión espontánea de un erudito y al calor de una lectura, convertidas luego en comentarios o glosas a una obra o un autor, un género literario propio del humanismo.
Según una convincente hipótesis formulada por Valérie Hayaert, Coustau habría utilizado una segunda latinización de su nombre en la forma Petrus Costus, firmante de diversas dedicatorias y composiciones liminares en libros de su maestro, el jurista Emilio Ferretti, o del doctor en medicina Guillaume Rondelet, entre otros, y es también ese nombre el que utilizó para tratar de cuestiones de exégesis bíblica y con el que firmó su traducción de la paráfrasis rabínica del Qohelet hecha con intención polémica, con objeto de combatir a los judíos con sus mismas armas lingüísticas, cuyo fruto es Typus Messiae et Christi Domini ex veterum prophetarum praesensionibus contra Judaeorum, Lyon, apud Matthiam Bonhomme, 1554.